# Jože Vidic (kronist)
Jože Vidic, slovenski partizan, pisatelj in kronist NOB, * 20. oktober 1926, Selo pri Žirovnici, † 13. junij 2018, Ljubljana

## Življenje in delo
Vidic je decembra 1943 odšel v partizane, ob koncu vojne je bil politkomisar zaščitne čete komande mesta Jesenice. Nato je služboval kot častnik v raznih krajih Jugoslavije nazadnje od 1953–1966 v Tolminu, kjer je bil upokojen kot major in kjer je pokopan. Deset let je na radiu Triglav (Jesenice) urejal nedeljsko oddajo Mi pa nismo se uklonili.
Napisal je več knjig in objavljal v raznih zbornikih kot npr. Črna roka v grosupeljski občini (Zbornik občine Grosuplje, 1978). Napisal je 3.000  člankov, reportaž in nadaljevank, ki so izšli v različnih časopisih in revijah.
Gradivo za pisanje je zajemal iz zgodovinskih virov in spominskih pripovedi živih prič, sorodnikov, udeležencev NOB.

## Odlikovanja in priznanja
- Vojaška odlikovanja
  - Red za hrabrost
  - Red zaslug za ljudstvo s srebrno zvezdo
  - Red za vojaške zasluge s srebrnimi meči
  - Red dela z zlatim vencem
- Civilna priznanja
  - 3x Kajuhova nagrada (1971, 1973, 1977)